# Entomobrya panoanoa
Entomobrya panoanoa är en urinsektsart som beskrevs av Christiansen och Bellinger 1992. Entomobrya panoanoa ingår i släktet Entomobrya och familjen brokhoppstjärtar. Inga underarter finns listade i Catalogue of Life.